# Чечельницький Павло Георгійович
Павло Георгійович Чечельницький (2 березня 1942, Ашгабат) — український архітектор, головний архітектор Українського державного проектного інституту «Укрміськбудпроект». Заслужений архітектор України, дійсний член Української академії архітектури.

## Біографія
Народився у 1942 році у місті Ашхабад, Туркменська РСР, в родині будівельників. У 1947 році з батьками переїхав до Харкова. У 1966 році закінчив архітектурне відділення Харківського інженерно-будівельного інституту. З 1970 року — член Спілки архітекторів України.
Працюючи у проектних організаціях («Харківпроект», «Харків-метропроект», «Харківархпроект», «Укрміськбудпроект»), виконав проекти багатьох житлових та громадських будівель. За сумісництвом працював у творчій майстерні «Ю. Шкодовський» і компанії «Ароф». Він є автором:
- 14 діючих станцій Харківського метрополітену, станцій метро у Дніпропетровську, Єкатеринбурзі;
- станцій швидкісних трамваїв у Кривому Розі і у Волгограді (РФ);
- 28 серій житлових будинків для масового будівництва у містах і селах Східної і Південної України;
- проектів більше 30 храмів, що збудовані або ще будуються у Харківській, Полтавській, Донецькій і Хмельницькій областях.

У 2001 році був обраний членом-кореспондентом, а у 2009 році — дійсним членом Академії архітектури України.

## Відзнаки, нагороди
- Лауреат премії Ради Міністрів СРСР (1986)
- Медаль Всесоюзного Фонду Миру (1992)
- Отримав звання Заслужений архітектор України (1995)
- Двічі лауреат Творчої премії Харківського міськвиконкому (2000, 2005)
- Одержав Гран-прі у міжнародному конкурсі «Сучасне храмобудівництво» (Чернігів, 2005)